# Hoftor (Hüttenheimer Straße 11, Seinsheim)
Das Hoftor in der Hüttenheimer Straße 11 ist ein eingetragenes Baudenkmal im Kernort der unterfränkischen Marktgemeinde Seinsheim.

## Geschichte
Hoftore aus Sandstein sind in den Orten des Steigerwaldvorlandes weit verbreitet. Sie zeugen vom wachsenden Reichtum der Bauern und Winzer im ausgehenden 18. und beginnenden 19. Jahrhundert. Zumeist sind sie aus Sandstein geschaffen und wurden mit Prellsteinen sowie den besonders prägnanten Vasenaufsätzen ausgestattet. Beim Hoftor in Seinsheim handelt es sich um das letzte erhaltene Bauwerk seiner Art in der Marktgemeinde. Es entstand in der Spätzeit der Hoftor-Epoche und wurde 1813 errichtet.
Das Hoftor wurde am südlichen Ausgang eines Dreiseithofes errichtet, der in den folgenden Jahrzehnten immer wieder erneuert wurde. Das heutige Bauernhaus neben dem Tor entstand im Jahr 1893 und wurde durch den Landwirt Leonhard Rückel erbaut. Das Anwesen und das Hoftor sind heute noch in Besitz der Familie Rückel. Das Hoftor am nördlichen Rand des historischen Altortes von Seinsheim wird vom Bayerischen Landesamt für Denkmalpflege als Baudenkmal eingeordnet.

## Beschreibung
Das Hoftor präsentiert sich als typischer Vertreter der Hoftore im Kitzinger Land. Es besteht aus einer Pforte und einem links davon errichteten Fahrtor. Das dazwischen befindliche Gitter wurde im Jahr 1894 hier angebracht. Das Hoftor besteht aus zwei rechteckigen Säulen, über die eine Querplatte gelegt wurde. In einer Inschriftentafel wurde die Jahreszahl der Errichtung angebracht. Das Hoftor schließt mit einer ausladenden Abdeckplatte ab, zu der über ein Gesims übergeleitet wird. Darüber stehen zwei steinerne Pinienzapfen als Zierobjekte.